# Bildungswerk der Bayerischen Wirtschaft
Das Bildungswerk der Bayerischen Wirtschaft (bbw-Gruppe) wurde 1969 von den Bayerischen Arbeitgeberverbänden gegründet und ist gemäß seiner Satzung im gesellschaftspolitischen Auftrag tätig. Die gemeinnützige Organisation ist laut Pressemitteilung der Süddeutschen Zeitung aus dem Jahr 2019 eines der größten Bildungsunternehmen in Deutschland. Unter dem Dach des bbw e. V. sind 14 Bildungs- und Beratungsunternehmen sowie Sozial- und Personaldienstleistern mit rund 10.500 Mitarbeiter tätig – vor allem in Bayern, aber auch bundesweit sowie international in 25 Ländern auf vier Kontinenten. Das bbw bietet frühkindliche Betreuung, Aus- und Weiterbildungen für öffentliche Auftraggeber und Unternehmen, ein Studium an der Hochschule der Bayerischen Wirtschaft und Zeitarbeit samt einer Transfergesellschaft an.
Täglich wurden laut dem Jahresbericht 2020 im Durchschnitt rund 50.500 Menschen von der bbw-Gruppe geschult oder betreut. Das bbw ist anerkannter Träger der Erwachsenenbildung nach dem Erwachsenenbildungsförderungsgesetz (EbFöG) und Mitglied im Wuppertaler Kreis sowie in der Arbeitsgemeinschaft der Bildungswerke der Deutschen Wirtschaft (ADBW).

## Geschichte
Das Bildungswerk der Bayerischen Wirtschaft (bbw) wurde 1969 von den Bayerischen Arbeitgeberverbänden gegründet.
Im Jahr 1983 entstanden die „bbw – Berufliche Fortbildungszentren e. V.“, die heutigen Beruflichen Fortbildungszentren der Bayerischen Wirtschaft (bfz). Das Berufspraktische Jahr (BPJ) war die erste flächendeckende Maßnahme der bfz. Sie diente der Behebung der Jugendarbeitslosigkeit und kann als Ursprung aller späteren Aktivitäten der bfz betrachtet werden.
1998 wurde die bbw neu strukturiert. Neue Gesellschaften wie die „Gesellschaft zur Förderung beruflicher und sozialer Integration (gfi) gGmbH“ und die „Gesellschaft für personale und soziale Dienste (gps) GmbH“ wurden hierzu gegründet.
Mit der Gründung des Forschungsinstitut Berufliche Bildung (f-bb) gGmbH im Jahr 2002 und der Hochschule der Bayerischen Wirtschaft (HDBW) in München zwölf Jahre später baute das bbw seine Arbeit im Bereich Lehre und Forschung aus.

## Arbeitsfelder
Mit ihren 14 Gesellschaften deckt die bbw-Unternehmensgruppe folgende Geschäftsfelder ab:
- Ökonomische Bildung
- Personalentwicklung
- Hochschulbildung
- Qualifizierung und Integration
- Soziale Dienstleistungen
- Personale Dienstleistungen
- Beratung und Vermittlung
- Forschung
- Digitalisierung

## Struktur

Tafel mit diversen Gesellschaften unter dem Dach der bbw

Der bbw bildet das Dach der Unternehmensgruppe und ist ausschließlich im gesellschaftspolitischen Auftrag tätig. Zu seinen Schwerpunkten zählen ökonomische Bildung, MINT-Bildung, Berufsorientierung und die Netzwerkpflege. Der Verein wird von bayerischen Wirtschaftsorganisationen und Unternehmen getragen, die als Mitglieder fungieren. Aktuell umfasst der bbw e. V. 33 Mitgliedsverbände, 13 Mitgliedsunternehmen und 9 Förderer. Der Arbeitskreis Schulewirtschaft Bayern im bbw e. V. ist der Dachverband von rund 100 regionalen Arbeitskreisen Schulewirtschaft, in denen sich Lehrkräfte aller Schularten sowie Führungskräfte verschiedenster Wirtschaftszweige engagieren.
Neben dem bbw e. V. gehören unter anderem folgende Gesellschaften zur bbw-Unternehmensgruppe:
- Das Bildungswerk der Bayerischen Wirtschaft (bbw) gGmbH ist in 25 Ländern positioniert.[3]
- Berufliche Fortbildungszentren der Bayerischen Wirtschaft (bfz) gGmbH.[6]
- Die Fortbildungsakademie der Wirtschaft (FAW) gGmbH ist an über 260 Standorten in zwölf Bundesländern ansässig.[7]
- Die Gesellschaft zur Förderung beruflicher und sozialer Integration (gfi) gGmbH wurde 1998 gegründet und ist aktuell mit über 2.500 Mitarbeitern in Bayern tätig.[8]
- Die Gesellschaft für personale und soziale Dienste (gps) GmbH ist zuständig für gewerbliche Zeitarbeit, Personalvermittlung, Recruiting und Outsourcing.[9]
- Die win – wir integrieren gGmbH.[10]
- Das Forschungsinstitut Betriebliche Bildung (f-bb) gGmbH ist eine außeruniversitäre Forschungseinrichtung mit Standorten in Nürnberg, Berlin, Chemnitz, Magdeburg und Potsdam.[11]
- ·Die Hochschule der Bayerischen Wirtschaft (HDBW) gGmbH mit Standorten in München und Bamberg. Das Studienangebot umfasst die Bereiche Betriebswirtschaft, Wirtschaftsingenieurwesen, Wirtschaftsinformatik, Maschinenbau und Digitalisierung.[12]
- Die TRAIN Transfer und Integration GmbH wurde 1999 gegründet und ist bundesweit an 400 Standorten tätig.[13]
- Die JOBFACTORY Personalservice GmbH bietet an drei Standorten in Österreich gewerbliche Zeitarbeit, Integrationsleasing, Personalvermittlung und Personaladministration an.[14]
- Die Gesellschaft zur Förderung beruflicher und sozialer Integration (gfi) proCare gGmbH hat deutschlandweit 5000 Mitarbeiter an 265 Standorten tätig.[15]

## Qualitätsmanagement-System
Als einer der ersten Bildungsträger ließ sich das Bildungswerk der Bayerischen Wirtschaft e. V. 1996 zertifizieren.

## Belege
1. 1 2 3 4 5 6 7 8  Über uns – bbw-Gruppe. Abgerufen am 16. Juni 2021.
2. ↑  50 Jahre Bildungswerk der Bayerischen Wirtschaft (bbw) e. V. – bbw-Gruppe. Abgerufen am 22. Mai 2024.
3. 1 2 3  Themen – bbw-Gruppe. Abgerufen am 22. Mai 2024.
4. ↑  Zahlen, Daten, Fakten - Jahresbericht_2020_36. Abgerufen am 16. Juni 2021.
5. ↑  Hochschule der Bayerischen Wirtschaft – bbw-Gruppe. Abgerufen am 22. Mai 2024.
6. ↑  bfz – bbw-Gruppe. Abgerufen am 22. Mai 2022.
7. ↑  FAW – bbw-Gruppe. Abgerufen am 22. Mai 2024.
8. ↑  gfi – bbw-Gruppe. Abgerufen am 16. Juni 2021.
9. ↑  gps – bbw-Gruppe. Abgerufen am 22. Mai 2024.
10. ↑  win – bbw-Gruppe. Abgerufen am 22. Mai 2024.
11. ↑  f-bb – bbw-Gruppe. Archiviert vom Original (nicht mehr online verfügbar) am 24. Juni 2021; abgerufen am 22. Mai 2024.
12. ↑  HDBW – bbw-Gruppe. Abgerufen am 22. Mai 2024.
13. ↑  TRAIN – bbw-Gruppe. Abgerufen am 22. Mai 2024.
14. ↑  Jobfactory – bbw-Gruppe. Abgerufen am 22. Mai 2022.
15. ↑  gfi proCare – bbw-Gruppe. Abgerufen am 22. Mai 2024.
16. ↑  Zertifizierungen – bbw-Gruppe. Abgerufen am 22. Mai 2024.